# Albrecht De Vriendt
Albrecht François Lieven De Vriendt, né le 8 décembre 1843 à Gand et mort le 14 octobre 1900  à Anvers, est un peintre belge.

## Biographie
Albrecht De Vriendt est le fils d'Anna Rosalia Ghiert (1809-1904) et de son mari, un peintre décoratif, Jan Bernard (Jean) de Vriendt (1809-1868), qui a transmis à ses fils son intérêt pour l'art et la langue flamande. En 1880, il épouse Laure Fiévé, avec laquelle il a cinq enfants. Le frère aîné d'Albrecht De Vriendt, Julien, est également peintre.
Après une formation initiale prodiguée par son père, il fait des études artistiques à l'Académie des beaux-arts de Gand. À 17 ans, il présente une Sainte-Elisabeth. De 1865 à 1868, il poursuit ses études à Anvers. Il y est influencé par Henri Leys. Les deux frères De Vriendt font plusieurs voyages ensemble. Ainsi en 1869, ils sont en Allemagne. En 1880, ils voyagent en Italie, en Égypte et en Palestine.
Après la mort de Charles Verlat en 1891, Albrecht De Vriendt est nommé directeur de l'Académie royale des beaux-arts d'Anvers, poste qu'il occupe jusqu'à sa mort survenue en 1900 (son frère lui succèdera). Il était également professeur à l'Institut supérieur des beaux-arts d'Anvers. Parmi ses élèves, figurent Pieter Franciscus Dierckx, Georges Lemmers (nl), Frans Mortelmans, Isidore Opsomer, Emile Rommelaere, Julien Stappers et Ernest Wante.
Fervent chrétien, il est le spécialiste de la représentation des scènes de genre réalistes dans les Pays-Bas bourguignons. Son chef-d'œuvre, réalisé avec son frère et son fils Samuel est la décoration de la salle gothique de l'hôtel de ville de Bruges.
Albrecht De Vriendt était membre correspondant de l'Académie royale de Belgique (en 1893), de l'Institut de France et de l'Académie de Munich.
À la suite de son décès le 14 octobre 1900 à Anvers, ses funérailles sont célébrées à l'église Saint-Antoine de Padoue d'Anvers et il est inhumé au cimetière de Laeken.

## Sélection d'œuvres
- L'Excommunication de Richard d'Avesnes, Musée royaux des Beaux-Arts de Belgique ;
- L'Angelus, collection royale ;
- Paul III devant le portrait de Luther, Musée des Beaux-Arts d'Anvers ;
- Comme ceux de Gand rendirent hommage à Charles Quint enfant, Musée royaux des Beaux-Arts de Belgique ;
- La Vierge de Saint-Luc, triptyque, Cathédrale Notre-Dame d'Anvers ;
- À Bruges, Musée de Munich.
- Fresques de la salle gothique de l'hôtel de ville de Bruges.

## Distinctions
- Commandeur de l'ordre de Léopold en 1894 (Belgique).
- Grand officier de l'ordre d'Isabelle la Catholique (Espagne).
- Commandeur de l'ordre du mérite de Saint-Michel (Bavière).
- Chevalier de l'ordre de la Couronne de Prusse.
- Chevalier de la Légion d'honneur (France).